# All I Have to Do Is Dream
是一首流行歌曲，因埃弗里兄弟的演唱版本而著名，由词曲创作夫妻档布莱恩特夫妇创作，于1958年发行。该歌曲是《滚石》杂志排名的“全时代500首最伟大歌曲”的第141名。这首歌为AABA形式。

## 埃弗里兄弟版本
这首歌曲有很多翻唱版本，最著名的是埃弗里兄弟1958年4月发布的单曲版本。1958年3月6日，这首歌在录音棚中仅演唱了两次就成型（two takes，即在棚内试录，直至歌手和制作人都满意才能录成母带，等待后期制作。），歌曲由切特·阿特金斯用吉他伴奏。1958年6月2日，它是唯一一首“公告牌”单曲各项排行均获第一的歌曲。1958年5月19日，它成为第一首同时名列“最受机车手欢迎”（英語：Most played by Jockeys）和“百大金曲”（英語：Top 100）第一名的歌曲，并分别蝉联这两个排行榜第一名达5周和3周之久。1958年8月列入“公告牌一百首热歌”榜单，并获得当年度第二。All I Have to Do Is Dream同时获得R&B歌曲排行第一名，并使得埃弗里兄弟第三次获得乡村音乐排行榜第一。凭借这首歌，埃弗里兄弟得以在1961年短暂的重回一百首最火歌曲榜单中。它还在1958年5月23日进入英国单曲排行榜，7月1日夺得第一名，并蝉联7周之久，总共21周在该榜单上活跃。
该歌曲被多个有名的歌曲名录所收录，其中包括Q杂志的1001首最好听歌曲（截止2003年）和滚石杂志的全时代500首最伟大歌曲（位列141）。它还是摇滚名人堂评选的“500首摇滚金曲”之一，并于2004年获得格莱美音乐名人堂大赏。
该唱片B面歌曲叫做Claudette，是知名唱作人罗伊·奥比森（英語：Roy Orbison）在音乐创作上的成名之作，而这首歌曲名字也是以他的妻子命名的。也正因为这首歌，他终结了与太阳唱片公司的合同而投身于埃弗里兄弟唱片的发行公司——阿卡夫玫瑰（专门创作乡村音乐的公司）。
All I Have to Do Is Dream出现在游戏黑手党2中，不过，游戏中的故事是发生在1951年，比这首歌的发行时间要提前了7年（译者正是因为玩了这个游戏，才爱上这首歌的）。

## 畅销记录
这首歌另一个著名的版本是由理查德张伯伦在其个人专辑“理查德张伯伦金曲”中翻唱，1963年这首歌作为单曲发行后再次畅销，成为“公告牌100首热歌第14名”。
其他的畅销版本包括1969年波比金特里（Bobbie Gentry）和格伦坎贝尔（Glen Campbell）的合唱版本（获美国流行音乐排行榜第27，美国乡村音乐排行榜第6，英国第3，欧洲50首畅销歌曲第6，瑞典第6），以及1981年安迪吉布（Andy Gibb）和女演员维多利亚普林斯普（Victoria Principal）的翻唱（美国流行音乐排行榜第51）。
乐队The Nitty Gritty Dirt Band，1975年翻唱的版本获得“公告牌100首热歌第66”。
克里夫理查德与埃弗里兄弟之一的菲尔埃弗里在1994年的合唱版本获得英国单曲榜第14。

## 其他翻唱版本
1963年，摇滚传奇罗伊奥比森在自己的畅销专辑“In Dream”中翻唱该歌曲。
1981年，格莱美得主，朱斯牛顿（Juice Newton）在自己的首张专辑中翻唱此歌曲。
1984年，杰夫布里奇斯（Jeff Bridges)和卡伦艾伦（Karen Allen）为他们的电影《Starman》而翻唱该歌曲。
1994年，Linda Ronstadt和可米特青蛙（Kermit the Frog，木偶人物）在儿童电视剧《Muppet》的专辑《Kermit Unpigged》中翻唱该歌曲R.E.M.乐队后来将该歌曲改编为"(All I've Got to Do Is) Dream".
The Dandy Warhols乐队翻唱的版本被用于2005年的电子游戏《Stubbs the Zombie in Rebel Without a Pulse》中The Corrs乐队在他们2006年最畅销的专辑《Dreams: The Ultimate Corrs Collection》中翻唱该歌曲，由成员Andrea Corr和Laurent Voulzy演唱。
2010年11月4日的深夜讽刺节目《The Colbert Report》的最后阶段由史蒂芬科尔波特（Stephen Colbert）和埃尔维斯科斯特罗（Elvis Costello）合唱该歌曲，合唱的完整版本第二天一早就被放到节目的官网上。
2010年，許志安為「獅王適齒美牙刷」拍攝廣告，當中改編了本曲的歌詞，以「尖」代替“Dream”（「尖」的粵語發音與英語“Dream”相似）來宣傳牙刷尖刷毛的賣點，其後因為歌曲極其洗腦而遭到網民大量惡搞。